# Josef Nemčovský
Josef Nemčovský (1903 – ?) cseh nemzetközi labdarúgó-játékvezető.

## Pályafutása

### Nemzetközi játékvezetés
A Csehszlovák labdarúgó-szövetség Játékvezető Bizottsága (JB) terjesztette fel nemzetközi játékvezetőnek, a Nemzetközi Labdarúgó-szövetség (FIFA) 1948-tól tartotta nyilván bírói keretében. Több nemzetek közötti válogatott és klubmérkőzést vezetett, vagy működő társának partbíróként segített. Az aktív nemzetközi játékvezetéstől 1950-ben a FIFA 45 éves korhatárát elérve búcsúzott. Válogatott mérkőzéseinek száma: 5.

## Magyar vonatkozás
| Időpont              | Helyszín                      | Mérkőzés típusa          | Mérkőzés                   | Eredmény | Nézők száma |
| -------------------- | ----------------------------- | ------------------------ | -------------------------- | -------- | ----------- |
| 1949. július 10.     | Nagyerdei Stadion, Debrecen   | 268. válogatott mérkőzés | Magyarország–Lengyelország | 8 : 2    | 28 000      |
| 1950. szeptember 24. | Megyeri úti Stadion, Budapest | 275. válogatott mérkőzés | Magyarország–Albánia       | 12 : 0   | 38 000      |

## Külső hivatkozások
- Josef Nemčovský. eu-football.info. [2013. szeptember 11-i dátummal az eredetiből archiválva]. (Hozzáférés: 2012. szeptember 28.)